# Correntes
Correntes es un municipio brasileño del estado de Pernambuco. Tiene una población estimada al 2020 de 18 268 habitantes.

## Historia
En 1826, el portugués Antônio Machado Dias, agricultor que residió en la localidad donde hoy está el municipio de Correntes, construyó una iglesia. Este hecho, causante de la creación de muchos poblados en Brasil, atrajo un gran número de personas que se fueron agrupando en torno al templo, formando un poblado que tomó por nombre Barra de Correntes, y posteriormente solo Correntes ("Corrientes"). Esa denominación tiene origen en el río Corrente, que confluye con el río Mundaú. El 26 de julio de 1848 la Ley Provincial nº 204 elevó al poblado de Correntes a la categoría de villa. Correntes fue constituido como municipio autónomo el 12 de abril de 1893, con base en el art. 2º de las disposiciones generales de la Ley Provincial nº 52 (Ley Orgánica de los Municipios), del 3 de agosto de 1892. La Ley Provincial nº 991, de 1 de julio de 1909, elevó su sede a la categoría de ciudad.